# Красновка (Шарангский район)
 Красновка  — деревня в Шарангском районе Нижегородской области в составе  Кушнурского сельсовета .

## География
Расположена на расстоянии примерно 22 км на юг-юго-восток от районного центра посёлка Шаранга.

## История
Известна с 1891 года как починок Красновский, в 1905 дворов 44 и жителей 321, в 1926 (деревня Красновская или Красный) 79 и 406, в 1950 (Красновский) 68 и 246.

## Население
Постоянное население составляло 120 человек (русские 95%) в 2002 году, 89 в 2010.